# أبراميس شوكي
أبراميس شوكي (الاسم العلمي: Acanthobrama)، جنس أسماك من شعاعيات الزعانف تتبع فصيلة البرعانيات ويوجد غالبًا في الشرق الأدنى.

## الأنواع
يشتمل الأبراميس الشوكي على الأنواع التالية:
- Acanthobrama centisquama  Heckel [الإنجليزية]
, 1843
- Acanthobrama hadiyahensis  Coad، Alkahem & Behnke, 1983
- Acanthobrama lissneri  Tortonese, 1952
- Acanthobrama marmid  Heckel, 1843
- Acanthobrama microlepis  (De Filippi, 1863)
- Acanthobrama orontis  (ليف بيرغ, 1949)
- Acanthobrama persidis  (Coad, 1981)
- Acanthobrama telavivensis  Goren، Fishelson & Trewavas, 1973
- Acanthobrama thisbeae  Freyhof & Özulug, 2014
- Acanthobrama tricolor  Lortet, 1883
- Acanthobrama urmianus  (ألبرت غونتر, 1899)